# Hibberts (Maine)
Hibberts es un gore ubicado en el condado de Lincoln en el estado estadounidense de Maine. En el Censo de 2010 tenía una población de 1 habitante y una densidad poblacional de 0,51 personas por km².

## Geografía
Hibberts se encuentra ubicado en las coordenadas 44°19′33″N 69°25′37″O / 44.32583, -69.42694. Según la Oficina del Censo de los Estados Unidos, Hibberts tiene una superficie total de 1.95 km², de la cual 1.93 km² corresponden a tierra firme y (0.93%) 0.02 km² es agua.

## Demografía
Según el censo de 2010, había 1 personas residiendo en Hibberts. La densidad de población era de 0,51 hab./km². De los 1 habitantes, Hibberts estaba compuesto por el 100% blancos, el 0% eran afroamericanos, el 0% eran amerindios, el 0% eran asiáticos, el 0% eran isleños del Pacífico, el 0% eran de otras razas y el 0% pertenecían a dos o más razas. Del total de la población el 0% eran hispanos o latinos de cualquier raza.